# Falha Alpina

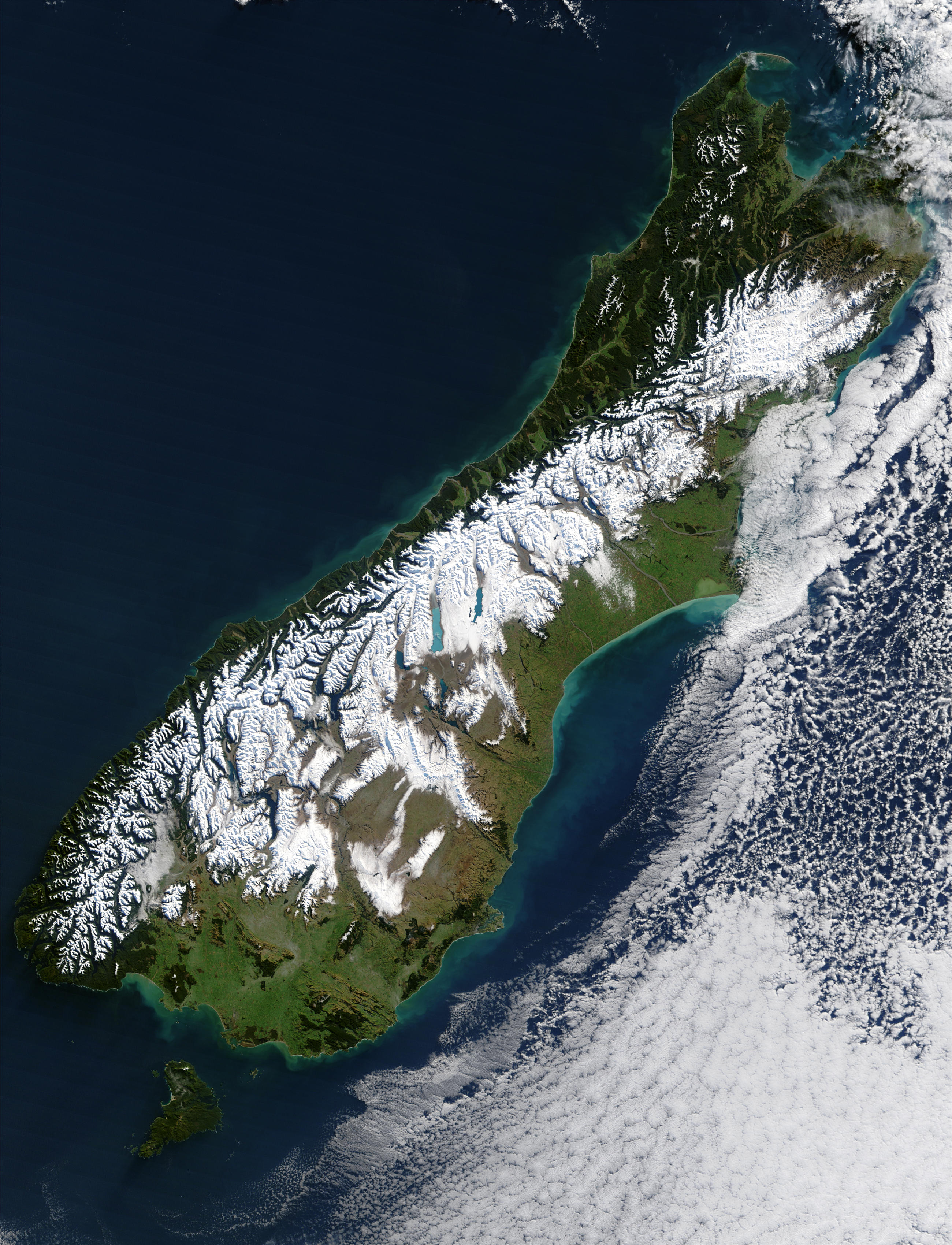
A neve delineia a escarpa formada pela Falha Alpina ao longo da borda noroeste dos Alpes do Sul, perto da costa oeste da Ilha do Sul. Essa imagem de satélite mostra as consequências de uma nevasca que atingiu a ilha em julho de 2003.

A Falha Alpina é uma falha geológica que percorre quase toda a extensão da Ilha do Sul da Nova Zelândia, com cerca de 600 km de comprimento, e forma a fronteira entre a Placa do Pacífico e a Placa Australiana. Os Alpes do Sul foram elevados na falha nos últimos 12 milhões de anos em uma série de terremotos. No entanto, a maior parte do movimento na falha é de deslizamento (de um lado para o outro), com o distrito da Tasman [en] e a Costa Oeste se movendo para o norte e Canterbury e Otago se movendo para o sul. As taxas médias de deslizamento na região central da falha são de cerca de 38 mm por ano, muito rápidas para os padrões globais. O último grande terremoto na Falha Alpina ocorreu por volta de 1717 d.C., com um terremoto de grande magnitude Mw8.1±0.1. A probabilidade de ocorrer outro antes de 2068 foi estimada em 75% em 2021.

## Extensão geográfica e movimento das placas

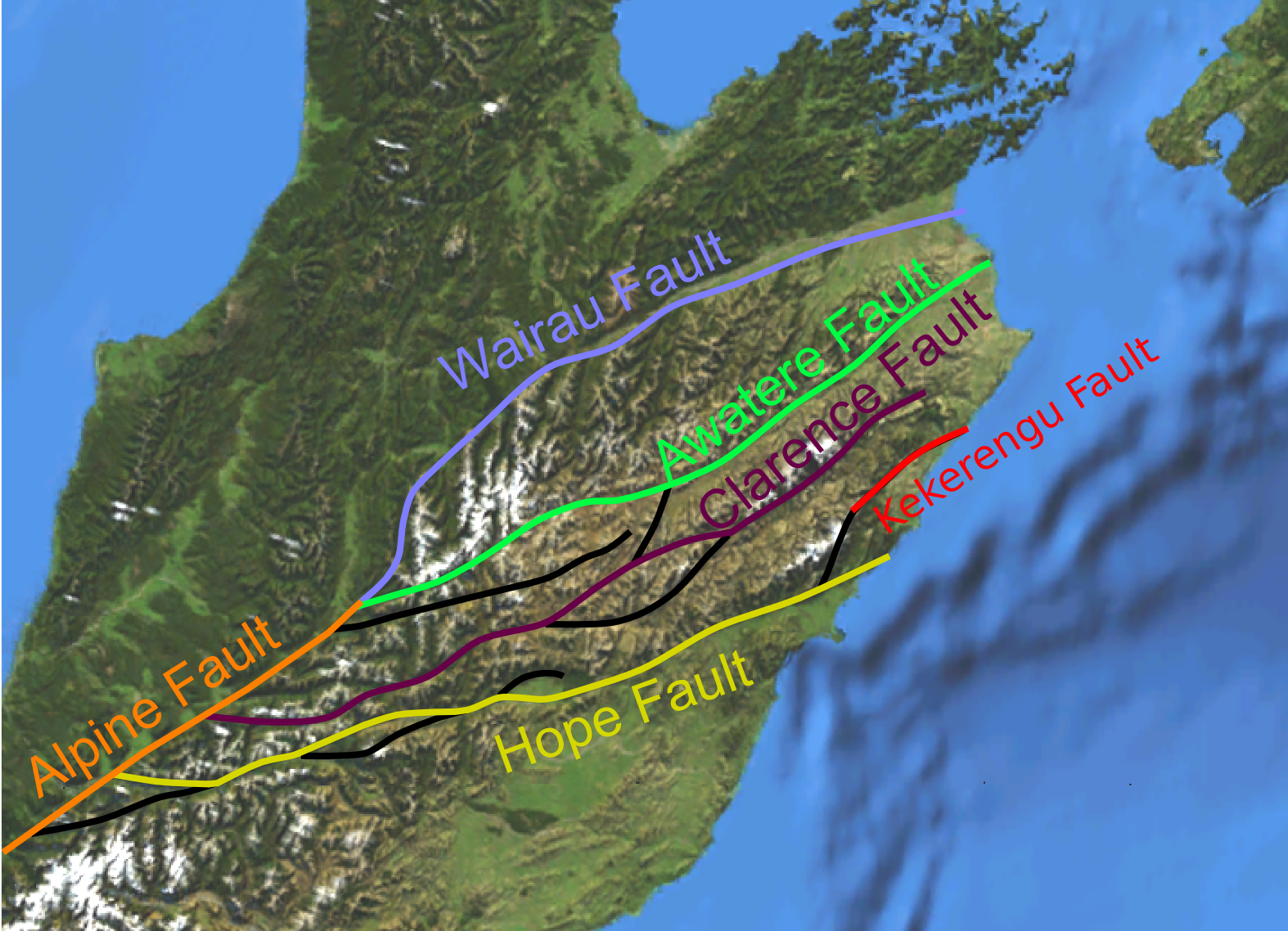
Mapa da extremidade norte da Falha Alpina e do Sistema de Falhas de Marlborough.

O limite entre a Placa do Pacífico e a Placa Indo-Australiana forma a Zona de Falha Macquarie [en] na Fossa Puysegur, no canto sudoeste da Ilha do Sul, e chega à terra como a Falha Alpina, ao norte de Milford Sound. Em seguida, a Falha Alpina percorre toda a extensão da Ilha do Sul, a oeste dos Alpes do Sul, até perto de Lewis Pass [en], na seção centro-norte da ilha. Nesse ponto, ela se divide em um conjunto de falhas menores conhecidas como Sistema de Falhas de Marlborough [en]. Esse conjunto de falhas, que inclui a Falha de Wairau [en], a Falha Hope [en], a Falha Awatere [en] e a Falha Clarence [en], transfere o deslocamento entre a Falha Alpina e a zona de subducção Hikurangi ao norte. Acredita-se que a Falha Hope represente a continuação primária da Falha Alpina.

## Tectônica
A Placa Australiana, que está em processo de se separar novamente da Placa Indo-Australiana, está subduzindo em direção ao leste, ao sul da Ilha do Sul, e a Placa do Pacífico está subduzindo em direção ao oeste, ao norte. No meio, a Falha Alpina é uma falha transformante e tem movimento de deslizamento dextral (lateral direito) e elevação no lado sudeste. A elevação se deve a um elemento de convergência entre as placas, o que significa que a falha tem um componente oblíquo reverso de alto ângulo significativo em seu deslocamento.
Na seção norte da falha, a transição para o Sistema de Falhas de Marlborough reflete o deslocamento de transferência entre o limite da placa principalmente transformante da Falha Alpina e o limite principalmente convergente mais ao norte da Zona de Subducção de Hikurangi para a Fossa de Kermadec. Isso resultou em um complexo desdobramento de falhas, que está associado a grandes terremotos adjacentes, mas fora da própria Falha Alpina, como o  terremoto de Murchison de 1929, o  terremoto de Inangahua de 1968 e o terremoto de Arthur's Pass de 1929 [en].
A Falha Alpina tem a maior elevação da Placa do Pacífico perto do Monte Cook/Aoraki em sua seção central. Aqui, o movimento relativo entre as duas placas é em média de 37 a 40 mm por ano. Isso é distribuído como 36-39 mm de movimento horizontal e 6-10 mm de movimento ascendente no plano da falha por ano.
Na extremidade sul da falha, não há efetivamente nenhum componente de elevação da Placa do Pacífico e outras falhas compartilham a tensão como resultado da colisão das placas, incluindo as falhas de Fiordelândia associadas ao  terremoto de Fiordelândia de 2003 e ao terremoto de Dusky Sound de 2009 [en], o Sistema de Falhas de Otago [en], as falhas de Canterbury, como a Zona de Falha de Ostler [en] e as associadas ao terremoto de Darfield de 2010 (7,1 Mw). A elevação nessa região de South Westland da falha, que tem uma taxa de deslizamento dextral de cerca de 28 mm/ano, está no lado da Placa Australiana, com elevação vertical em escala de metros a cada 290 anos, o que é incomum.

## Origem e evolução geológica

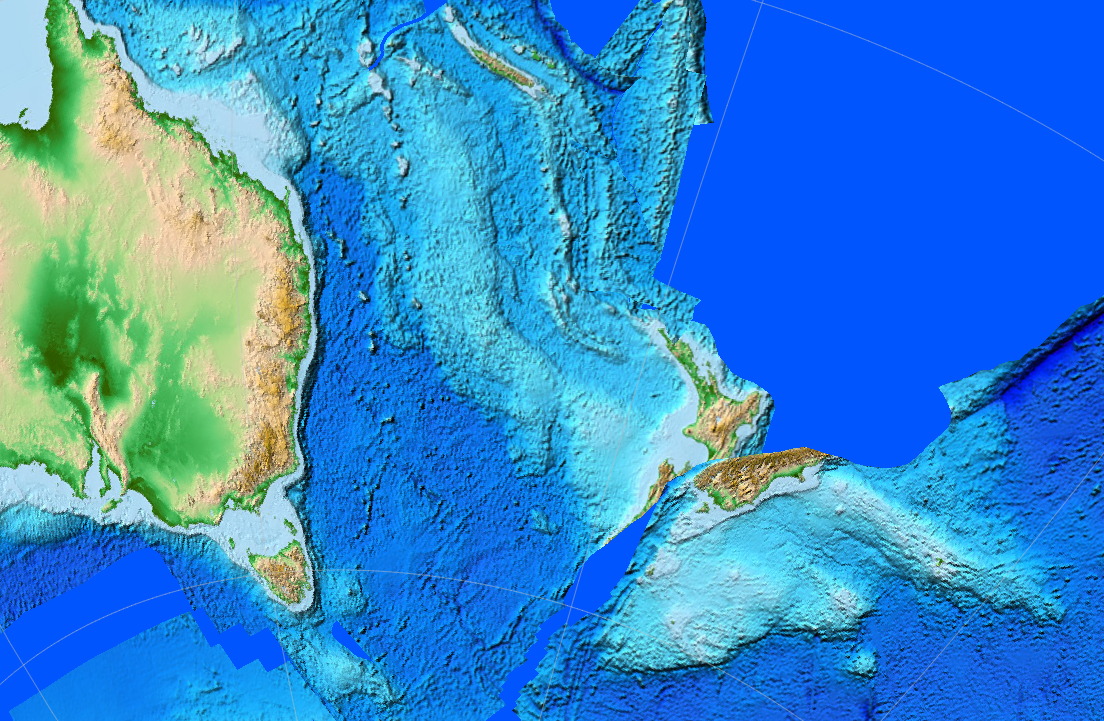
Nova Zelândia antes da ativação da Falha Alpina (30 milhões de anos atrás)

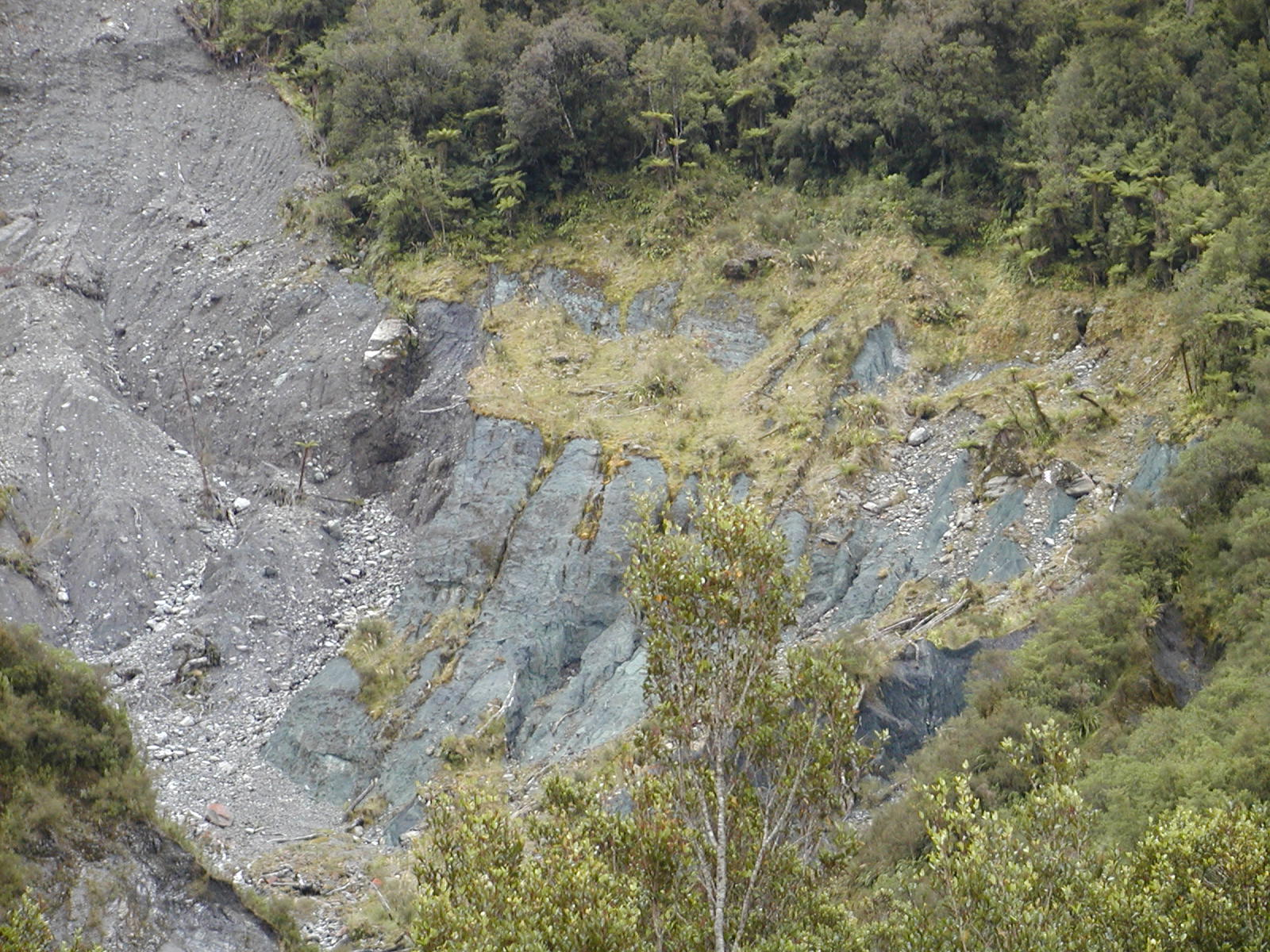
Afloramento mostrando cataclasito alterado hidrotermicamente em verde, na zona da Falha Alpina, rio Waikukupa.

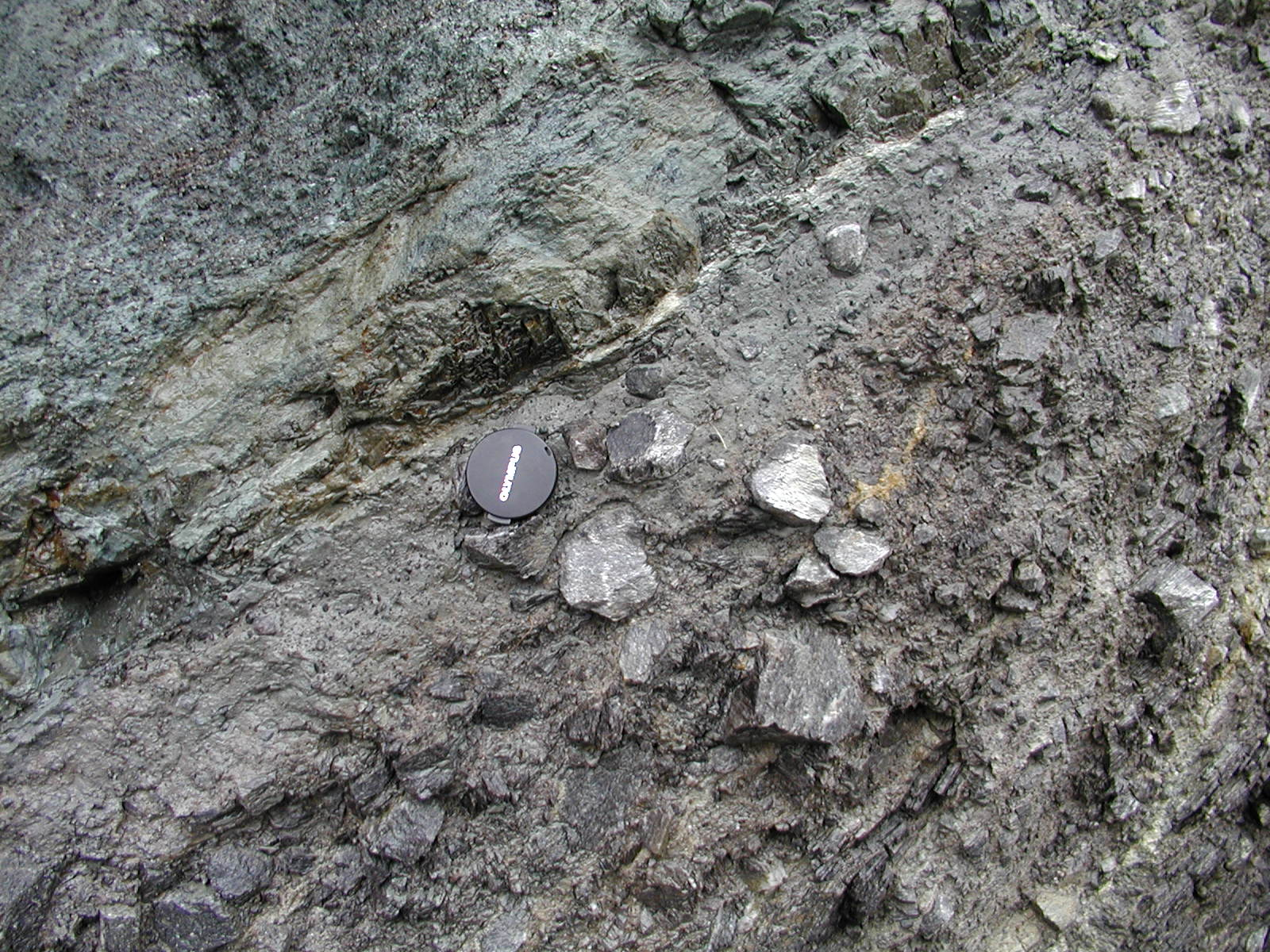
Afloramento da Falha Alpina mostrando cataclasito e brecha em faixas, rio Waikukupa.

Entre 25 e 12 milhões de anos atrás, o movimento na Falha Proto-Alpina era exclusivamente de deslizamento. Os Alpes do Sul ainda não haviam se formado e a maior parte da Nova Zelândia estava coberta de água. Então, a elevação começou lentamente à medida que o movimento da placa se tornou ligeiramente oblíquo em relação ao deslizamento da Falha Alpina. Nos últimos 12 milhões de anos, os Alpes do Sul se elevaram cerca de 20 km; no entanto, à medida que isso ocorria, mais chuva ficava retida nas montanhas, levando a mais erosão. Isso, juntamente com as restrições isostáticas, manteve os Alpes do Sul com menos de 4.000 m de altura.
A elevação na Falha Alpina levou à exposição de rochas metamórficas profundas próximas à falha nos Alpes do Sul. Isso inclui milonitos e o xisto alpino, que aumenta o grau metamórfico em direção à falha. O material erodido formou as Planícies de Canterbury. A Falha Alpina não é uma estrutura única, mas frequentemente se divide em componentes puros de deslizamento de ataque e deslizamento de mergulho. Perto da superfície, a falha pode ter várias zonas de ruptura.

## Geologia da zona de falha
A zona de falha é exposta em vários locais ao longo da Costa Oeste, e normalmente consiste em uma zona de farinha de falha de 10 a 50 m de largura com alteração hidrotermal generalizada. Isso ocorre porque a água penetra até 6 km através da rocha quente associada à falha. A água, então, pode surgir em fontes termais com temperaturas de mais de 50 °C no vale da falha, embora a temperatura da água em profundidade seja muito mais extrema. A maior parte do movimento ao longo da falha ocorre nessa zona. No afloramento, a zona da falha é recoberta por milonitos que se formaram em profundidade e foram elevados pela falha.
Um estudo estrutural de um segmento da Falha Alpina a sudoeste de Fiordelândia examinou a Bacia de Dagg, uma bacia sedimentar a 3.000 m de profundidade. Os sedimentos da bacia são principalmente da glaciação do Pleistoceno, e as estruturas dentro deles revelam uma complexidade passada que não está mais presente na bacia. A estrutura atual é uma bacia ao longo de uma curva de liberação na Falha Alpina, com um segmento de bacia invertida ao longo da borda sul devido à transpressão [en]. O estudo discutiu a natureza de curta duração da curva de liberação (da ordem de 105 a 106 anos), durante a qual houve 450 a 1650 m de deslocamento dextral. A natureza do deslocamento serviu como exemplo dos tipos de estruturas efêmeras que podem se desenvolver ao longo de um sistema maduro de falhas de deslizamento de ataque.

## Terremotos
Não houve grandes terremotos históricos na Falha Alpina. Por causa disso, em meados do século XX, especulou-se que a Falha Alpina se arrasta sem causar grandes terremotos. No entanto, agora se deduz, por meio de várias linhas de evidência, que a Falha Alpina se rompe, criando grandes terremotos aproximadamente a cada poucas centenas de anos. O último evento de ruptura de toda a falha foi em 1717 e agora se sabe que foi um grande terremoto de Mw 8,1±0,1. Também há evidências razoáveis de um evento posterior a 1717 confinado à seção North Westland da falha, mas a data não é clara. Há dois modos de comportamento de grandes terremotos com terremotos maiores (Mw 7-8) ou grandes (MW > 8) e prever o próximo modo é um desafio, pois eles parecem evoluir ao longo de vários ciclos sísmicos em resposta a diferenças de geometria ao longo da falha.

### Pré-história
Os maoris chegaram à Nova Zelândia por volta de 1300, mas nunca atingiram uma alta densidade populacional na fria Ilha do Sul. Portanto, embora os terremotos sejam uma parte importante da tradição oral maori, não foram transmitidas histórias sobre terremotos na Ilha do Sul. Nos últimos mil anos, as principais rupturas ao longo da Falha Alpina, causando terremotos de magnitude 8, foram determinadas anteriormente como tendo ocorrido pelo menos quatro vezes. Essas rupturas tiveram uma separação de 100 a 350 anos. O terremoto de 1717 parece ter envolvido uma ruptura ao longo de quase 400 quilômetros dos dois terços do sul da falha. Os cientistas afirmam que um terremoto semelhante poderia ocorrer a qualquer momento, já que o intervalo desde 1717 é maior do que os intervalos entre os eventos anteriores. Pesquisas mais recentes realizadas pela Universidade de Otago, pela Organização Australiana de Ciência e Tecnologia Nuclear [en] e outras revisaram as datas e a natureza dos terremotos e proporcionaram maior compreensão de seu número. Estudos em Haast [en], no centro da falha, identificaram apenas três grandes eventos de ruptura nos últimos 1.000 anos. Estudos no extremo sul identificaram sete eventos nos últimos 2.000 anos e os 20 km mais ao sul da falha tiveram 27 eventos desde 6.000 a.C. Essas informações foram atualizadas com melhores técnicas de datação e estão resumidas na seguinte linha do tempo para as várias seções da falha:
Esse trabalho sugere que grandes rupturas de falhas ocorreram em 1717, cerca de 1400, cerca de 1100 e cerca de 390 d.C.

### Previsão do próximo terremoto
Em 2012, pesquisadores do GNS Science [en] publicaram uma linha do tempo de 8.000 anos de 24 grandes terremotos na falha (extremidade sul da falha) de sedimentos em Hokuri Creek, perto do Lago McKerrow [en], no norte de Fiordelândia. Em termos de terremotos, a falha de até 800 quilômetros de comprimento foi notavelmente consistente, rompendo-se em média a cada 330 anos, em intervalos que variam de 140 anos a 510 anos. Em 2017, os pesquisadores do GNS Science revisaram os números depois de combinarem os registros atualizados do local de Hokuri com um registro de mil anos de outro local, a 20 km de distância, no rio John O'Groats, para produzir um registro de 27 grandes eventos de terremoto durante o período de 8.000 anos. Isso resultou em uma taxa de recorrência média de 291 anos, mais ou menos 23 anos, contra a taxa estimada anteriormente de 329 anos, mais ou menos 26 anos. No novo estudo, o intervalo entre os terremotos variou de 160 a 350 anos, e a probabilidade de ocorrência de um terremoto nos 50 anos seguintes a 2017 foi estimada em 29% apenas para esse setor sul da falha. Um estudo de 2021 estimou que a probabilidade de ocorrência de um terremoto antes de 2068 era de 75%.

### Efeitos projetados de uma ruptura
Grandes rupturas também podem provocar terremotos nas falhas que continuam ao norte da Falha Alpina. Há evidências de que rupturas quase simultâneas da Falha Alpina e das falhas de Wellington (e/ou outras falhas importantes) ao norte ocorreram pelo menos duas vezes nos últimos 1.000 anos. Um estudo de 2018 afirma que uma ruptura significativa na Falha Alpina poderia fazer com que as estradas (especialmente na Costa Oeste) ficassem bloqueadas por meses, como aconteceu com o terremoto de Canterbury de 2016, com problemas no abastecimento das cidades e na evacuação de turistas. Os conselhos distritais ao longo da Costa Oeste e em Canterbury encomendaram estudos e começaram os preparativos para um grande terremoto previsto na Falha Alpina.

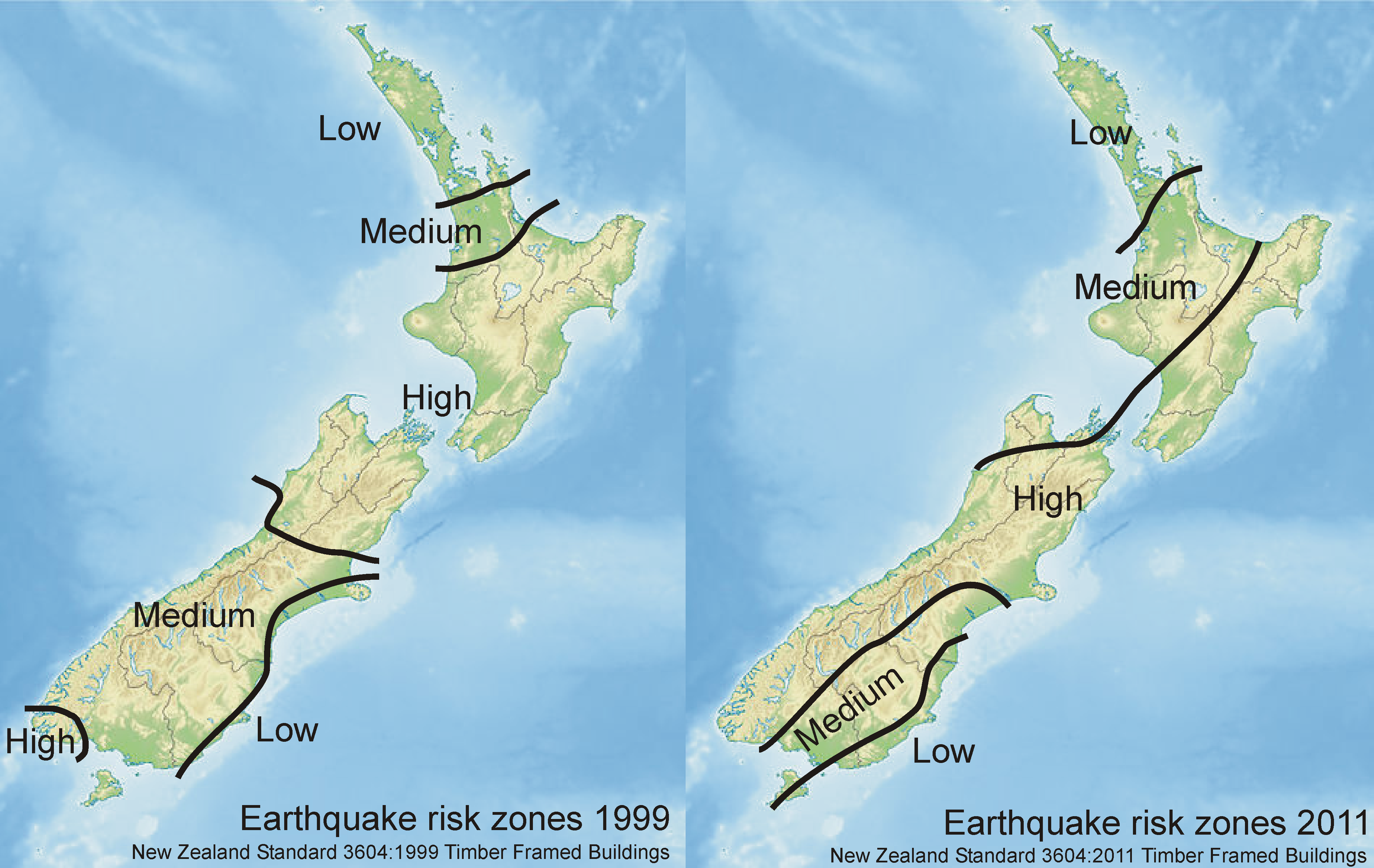
Zonas de risco de terremoto na Nova Zelândia. Até 2011, a ausência de terremotos históricos na Falha Alpina era interpretada como um risco menor

## Histórico de pesquisa
Em 1940, Harold Wellman [en] descobriu que os Alpes do Sul estavam associados a uma linha de falha de aproximadamente 650 km de comprimento. A falha foi oficialmente chamada de Falha Alpina em 1942 como uma extensão de uma estrutura mapeada anteriormente. Ao mesmo tempo, Harold Wellman propôs o deslocamento lateral de 480 quilômetros na Falha Alpina. Esse deslocamento foi inferido por Wellman devido, em parte, à semelhança das rochas em Southland e Nelson em ambos os lados da Falha Alpina. Deslocamentos laterais dessa magnitude não podiam ser explicados pela geologia tectônica pré-placa e suas ideias não foram amplamente aceitas até 1956. Wellman também propôs em 1964 que a Falha Alpina era uma estrutura cenozoica, o que estava em conflito com a idade mesozoica mais antiga aceita na época. Essa ideia, juntamente com o deslocamento na falha, propôs que a superfície da Terra estava em movimento constante relativamente rápido e ajudou a derrubar a antiga hipótese geossinclinal em favor da tectônica de placas.
Em 1964, um muro de concreto de 25 metros de comprimento foi construído ao longo da falha para medir os movimentos da falha e descobrir se ela se move lentamente ao longo do tempo ou repentinamente durante grandes terremotos. O muro não se moveu desde que foi construído, o que indica que o acúmulo de energia é liberado repentinamente durante grandes terremotos.
Richard Norris e Alan Cooper, do Departamento de Geologia da Universidade de Otago, realizaram uma extensa pesquisa sobre a estrutura e a petrologia da Falha Alpina, respectivamente, durante o final do século XX e início do século XXI. Foi durante esse período que a ciclicidade dos terremotos da Falha Alpina e o significado do aumento do grau metamórfico em direção à falha foram descobertos e refinados. Originalmente, esse aumento regional no grau foi inferido como sendo decorrente do aquecimento por atrito ao longo da falha e não da elevação de sequências geológicas mais profundas. Richard Hugh Sibson, da mesma universidade, também usou a Falha Alpina para refinar sua nomenclatura de rochas de falha, que ganhou adesão internacional.
Os cabos de fibra óptica escura da Chorus Limited [en] que passam pela Falha Alpina, do norte e do sul de Haast, são usados para detecção acústica distribuída, que detecta o movimento do cabo produzido por terremotos. As medições são feitas usando 7.250 locais de “interrogadores”, espaçados a quatro metros de distância, que emitem e detectam pulsos de luz, gerando cerca de um gigabyte de dados por minuto.

## Projeto de Perfuração de Falhas Profundas
O Projeto de Perfuração de Falhas Profundas (Deep Fault Drilling Project) foi uma tentativa, em 2014, de recuperar amostras de rochas e fluidos e fazer medições geofísicas dentro da zona da Falha Alpina em profundidade. Foi um projeto de pesquisa internacional de US$ 2,5 milhões projetado para perfurar 1,3 km até o plano da falha em dois meses. Foi o segundo projeto a tentar perfurar uma zona de falha ativa e retornar amostras depois do Observatório da Falha de San Andreas em Profundidade (San Andreas Fault Observatory at Depth). Um dos objetivos do projeto era usar as rochas deformadas da zona de falha para determinar sua resistência ao estresse. Os pesquisadores também planejaram instalar equipamentos de longo prazo para medir a pressão, a temperatura e a atividade sísmica perto da zona de falha. Ele foi liderado pelos geólogos neozelandeses Rupert Sutherland [en], John Townsend e Virginia Toy [en] e envolveu uma equipe internacional da Nova Zelândia, Canadá, França, Alemanha, Japão, Reino Unido e Estados Unidos.
Em 2017, eles informaram que haviam descoberto abaixo de Whataroa [en], uma pequena cidade na Falha Alpina, uma atividade hidrotermal “extrema” que “poderia ser comercialmente muito significativa”. Um dos pesquisadores principais disse que é provável que ela seja única no mundo.